# 川西腺毛蒿
川西腺毛蒿（学名：Artemisia occidentalisichuanensis）为菊科蒿属下的一个种。